# Champcevinel
Champcevinel is een gemeente in het Franse departement Dordogne (regio Nouvelle-Aquitaine). De plaats maakt deel uit van het arrondissement Périgueux. Champcevinel telde op 1 januari 2022 3.077 inwoners.

## Geografie
De oppervlakte van Champcevinel bedraagt 17,72 km², de bevolkingsdichtheid is 167 inwoners per km² (per 1 januari 2019).
De onderstaande kaart toont de ligging van Champcevinel met de belangrijkste infrastructuur en aangrenzende gemeenten.

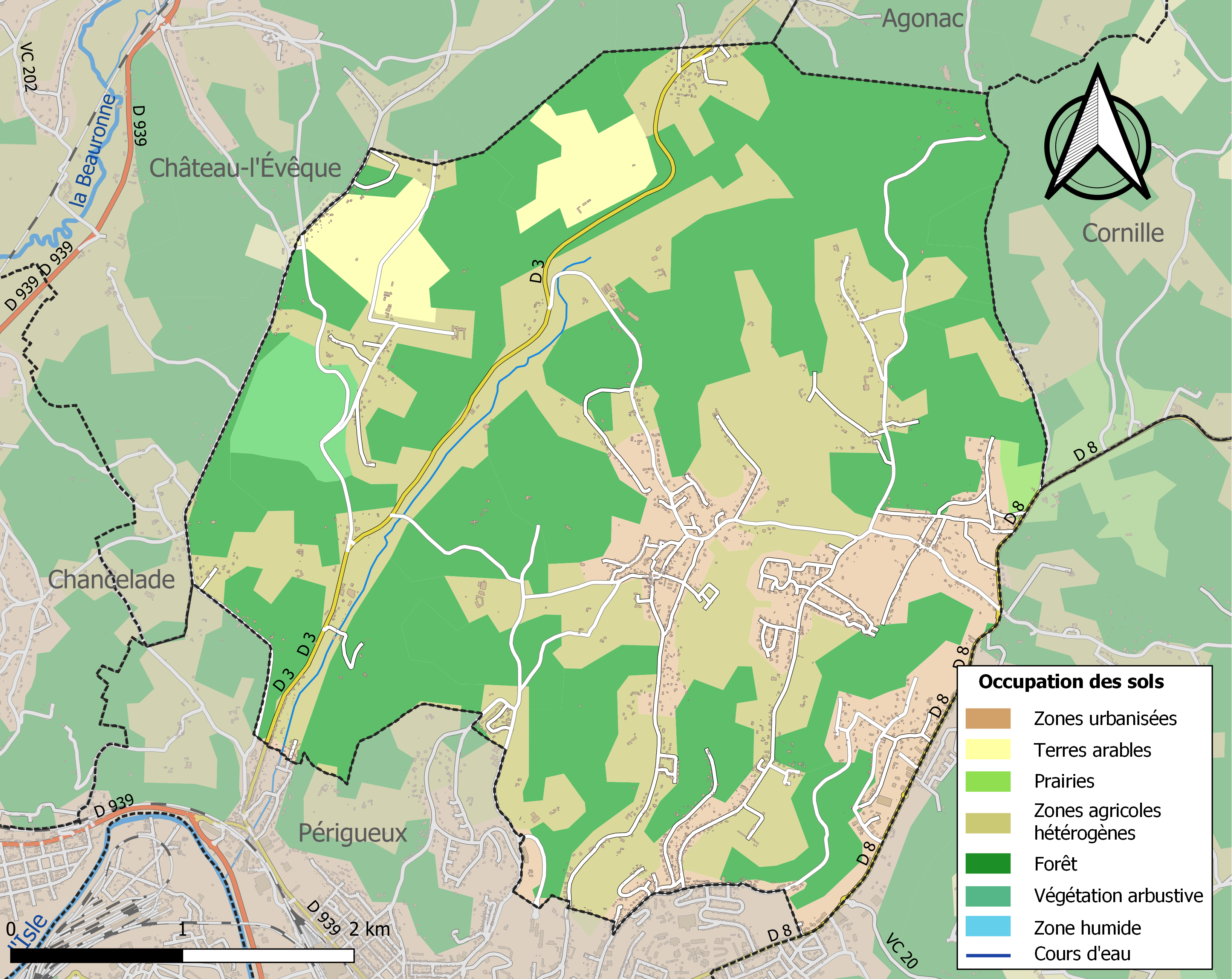

## Demografie
Onderstaande figuur toont het verloop van het inwonertal (bron: INSEE-tellingen).

## Afbeeldingen

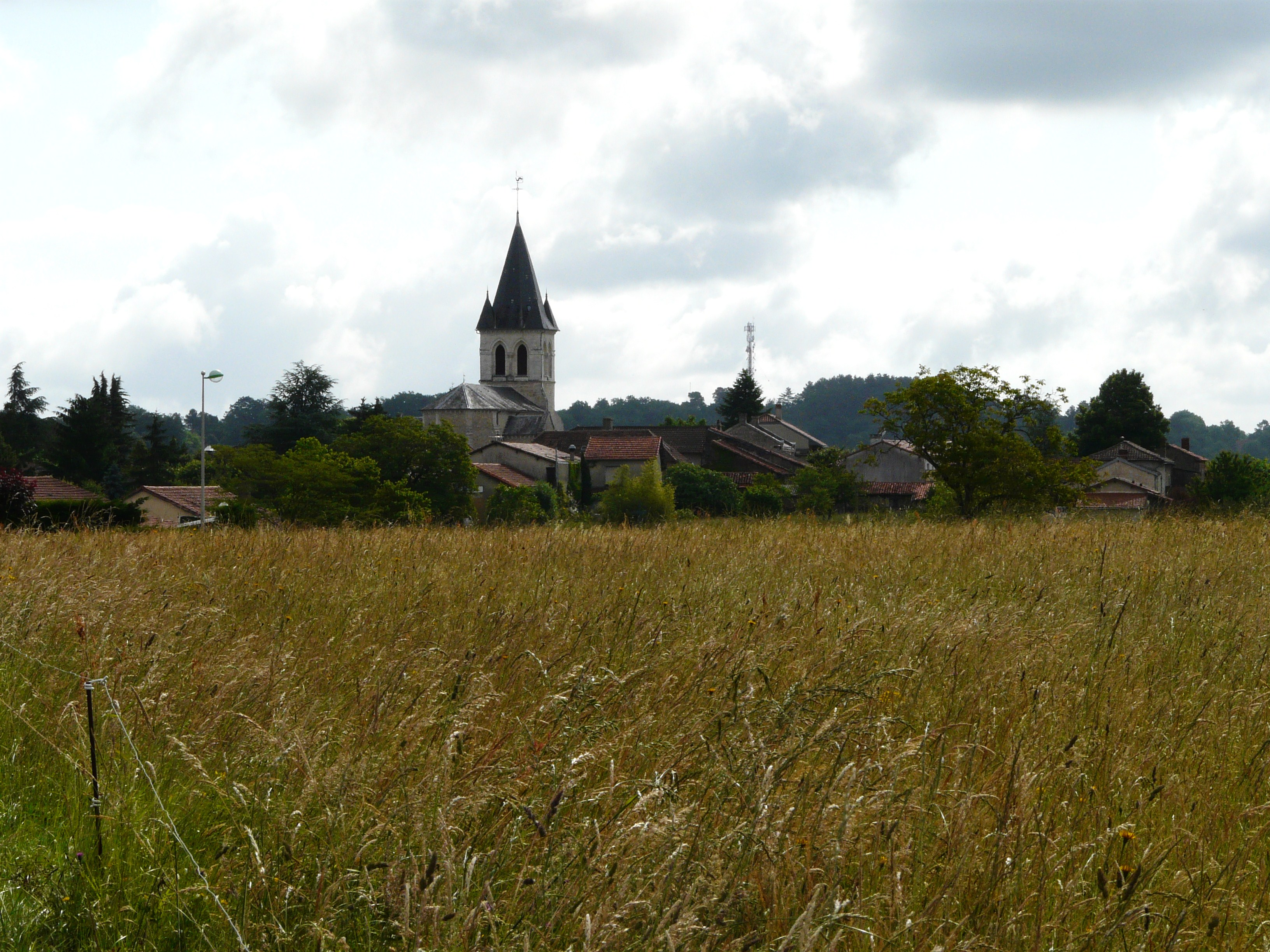
Gezicht op Champcevinel
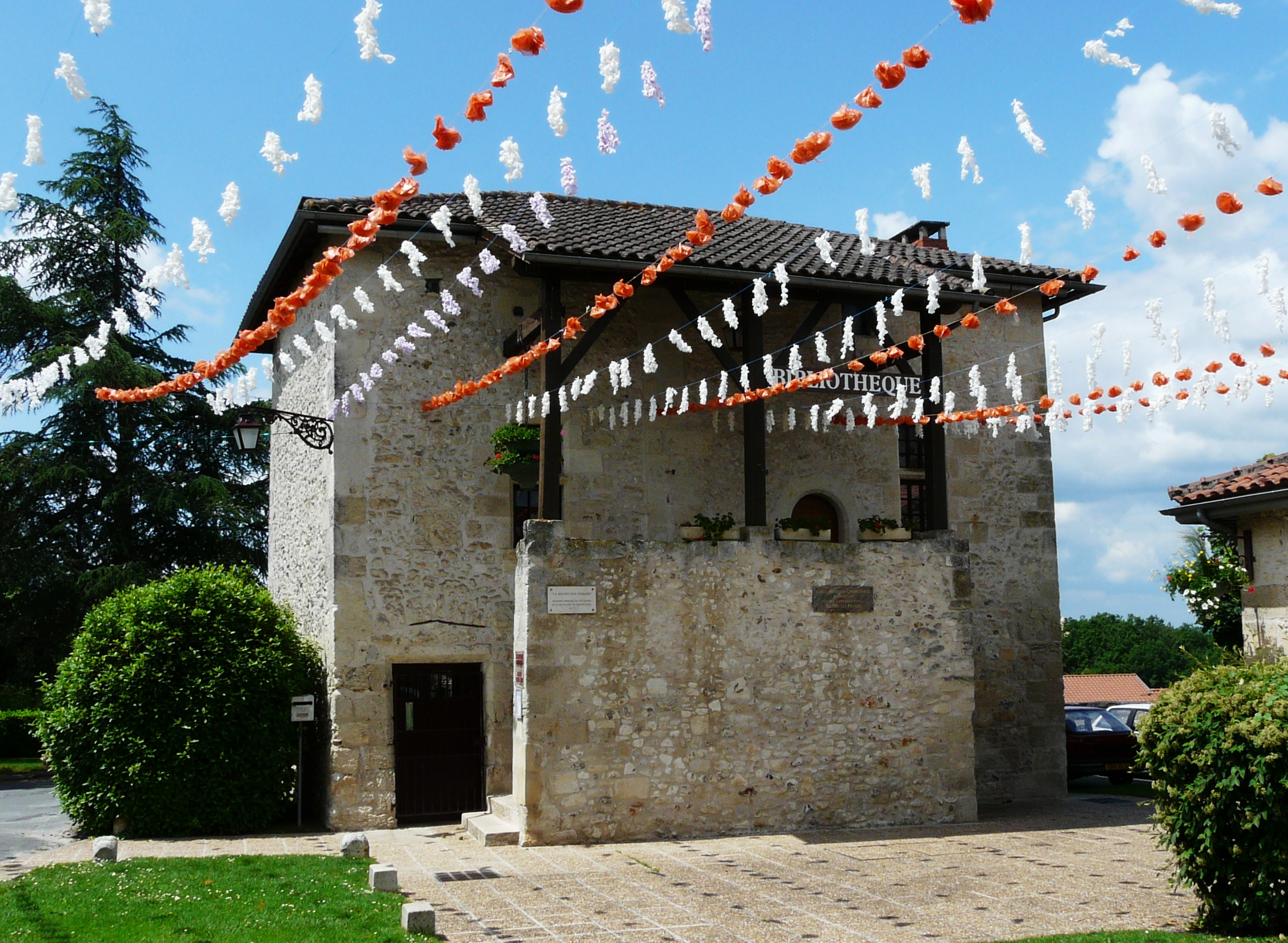
Bibliotheek
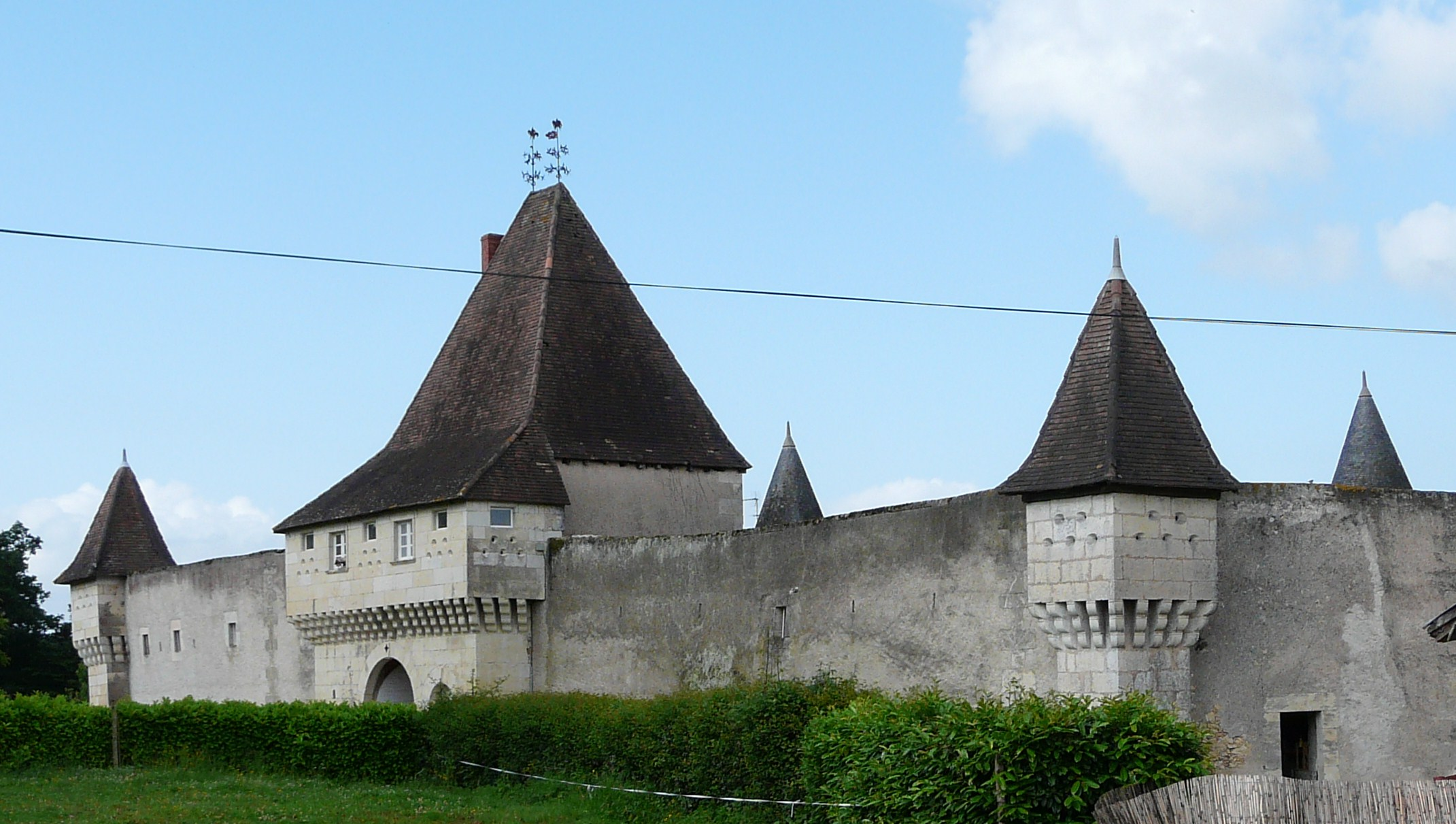
Château de Borie-Petit
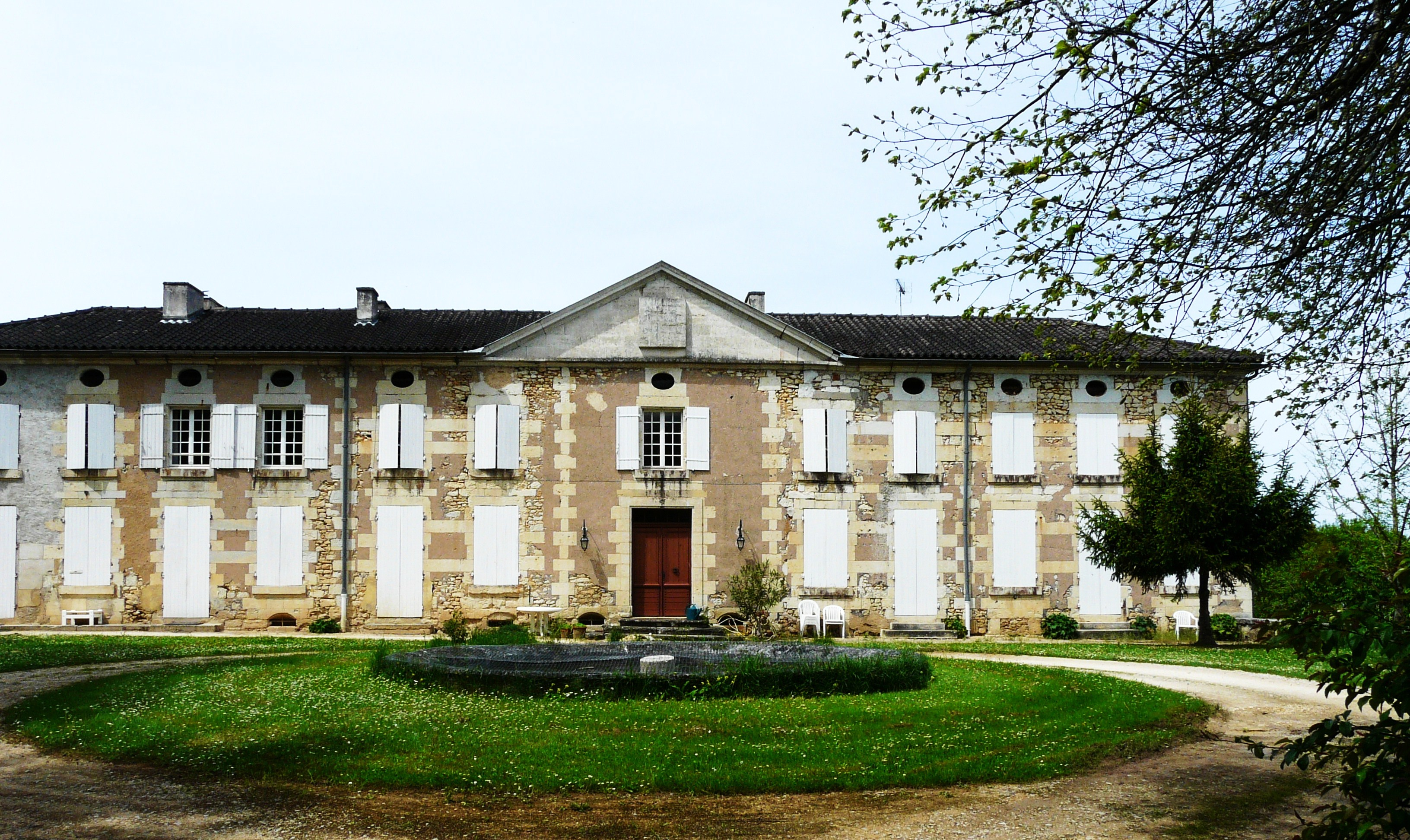
Château de Vigneras